# Eterm
Eterm – emulator terminala dla X Window. Głównym programistą jest Michael Jennings. Jest wysoko konfigurowalny, obsługuje skórki i przezroczystość.